# Christian David Zeller

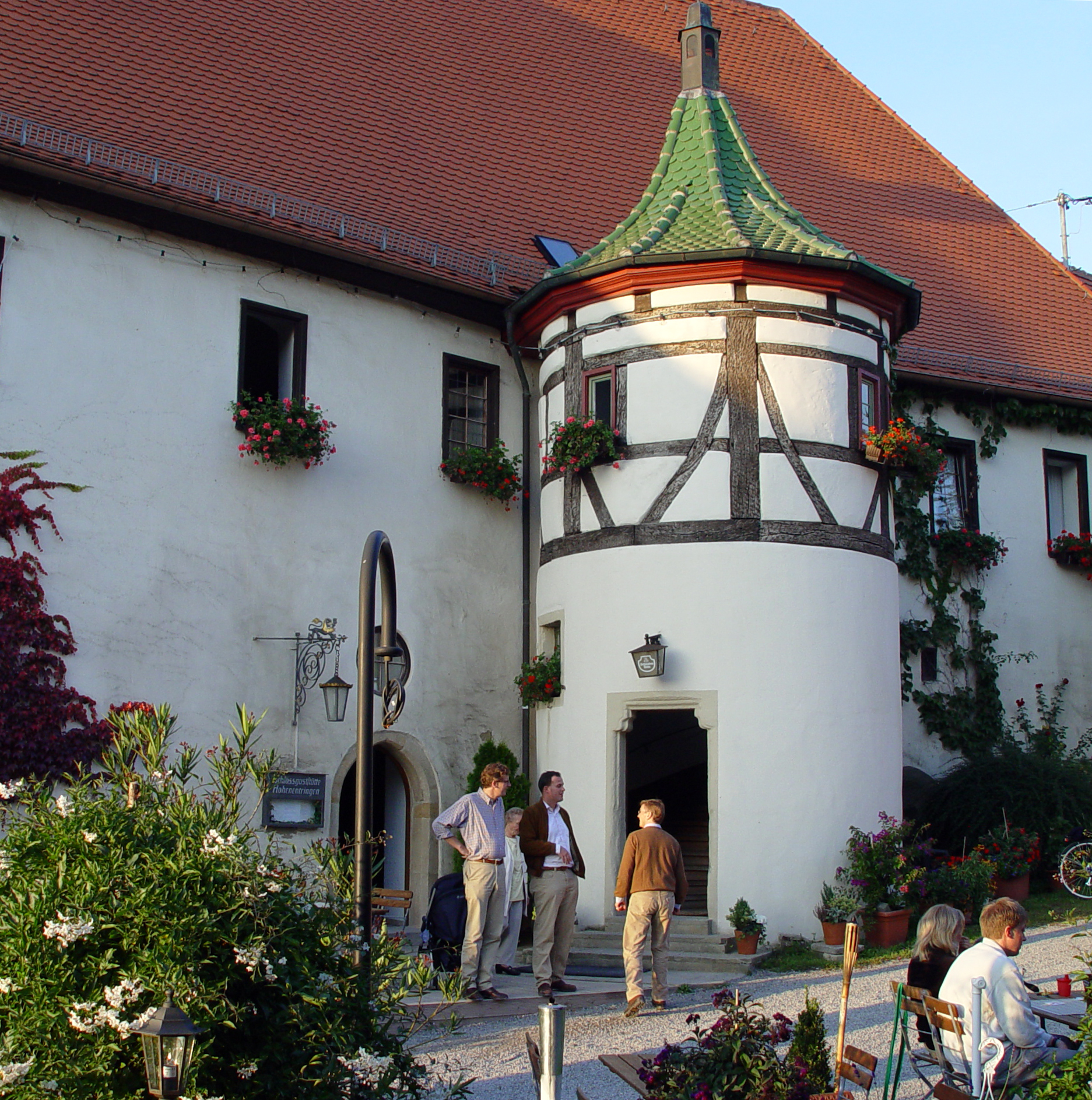
Zellers Wohnhaus im Schloss Hohenentringen

Christian David Zeller (* 11. Juli 1749 in Böblingen; † 19. November 1812 in Ludwigsburg) war ein Jurist und württembergischer Hofrat.

## Leben
Zeller war der Sohn des Böblinger Diakonus Johann Christoph Zeller (1714–1760) und entstammte der Maulbronner Linie der angesehenen württembergischen Pfarrers- und Beamtenfamilie Zeller. In Münchingen wurde er durch den bekannten Pfarrer Johann Friedrich Flattich auf das Studium in Tübingen vorbereitet. Nach dem Studium der Jurisprudenz wandte er sich der Landwirtschaft zu und kaufte 1773 für 10000 Gulden aus dem väterlichen Erbe von seiner Schwiegermutter das Schlossgut Hohenentringen, wo er in ländlicher und lieblicher Einsamkeit mit seiner Gattin Christiane Heinrike, einer Tochter des Stadtpfarrers Johann Georg Schneck aus Waldenbuch, lebte.
Unter seiner rasch anwachsenden Kinderschar sind besonders der 1774 erstgeborene Carl August Zeller und der 1779 geborene Christian Heinrich Zeller zu nennen, der später wie sein Bruder auf pädagogischem Gebiete Bedeutung erlangte. Nachdem Hohenentringen 1785 für 20000 Gulden an Herzog Carl Eugen von Württemberg verkauft worden war, zog die Familie nach Ludwigsburg, wo Zeller eine Anwaltspraxis eröffnete.